# Лютесценс

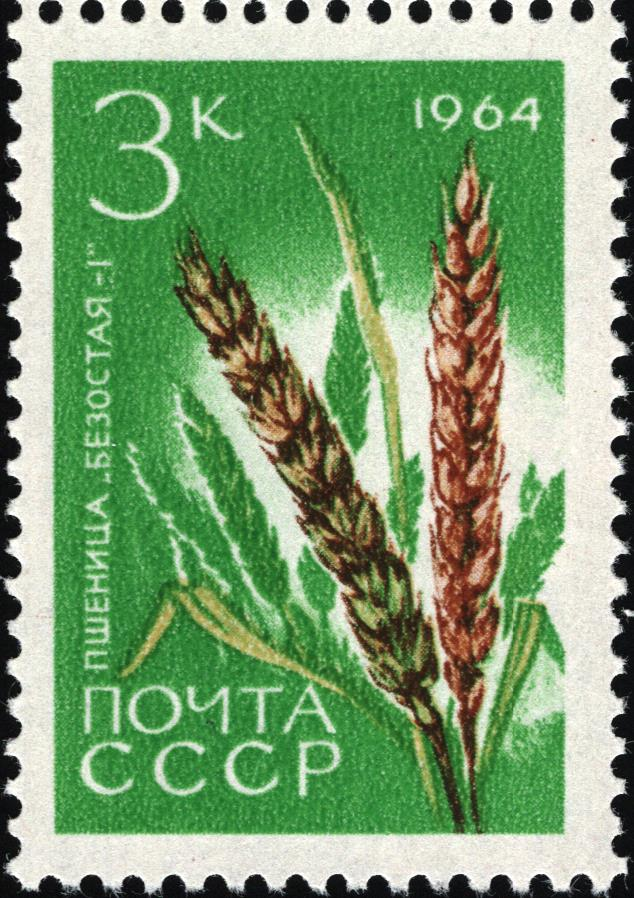
Почтовая марка, посвящённая сорту «Безостая 1»

Лютесценс (Lutescens) — группа сортов мягкой пшеницы. Отличается белым безостым неопушённым колосом, красным зерном.
Известно свыше 250 разновидностей мягкой пшеницы и более 120 разновидностей твердой пшеницы. Большая часть сортов мягкой пшеницы относится к разновидностям эритроспермум, ферругинеум, лютесценс, мильтурум, а сортов твердой пшеницы — к гордеиформе и мелянопус. 
Лютесценс — одна из самых распространённых разновидностей пшеницы, в особенности в Северной Америке и Европе.
По данным на 1971 год в СССР сорта мягкой пшеницы разновидности Лютесценс занимали свыше 50 % площади этой культуры. В таблице приведены наиболее распространённые сорта мягкой пшеницы данной разновидности, которые возделывались в СССР на указанный момент времени.
| Вид    | Сорт              | Площадь         | Доля                                      |
| ------ | ----------------- | --------------- | ----------------------------------------- |
| яровая | 'Саратовская 29'  | свыше 16 млн га | более 36 % посева яровой пшеницы в стране |
| яровая | 'Лютесценс 758'   |                 |                                           |
| озимая | 'Безостая 1'      | 8,3 млн га      | более 40 % посева озимой пшеницы          |
| озимая | 'Мироновская 808' | 9,5 млн га      | более 45 % посева озимой пшеницы          |

## Использованная литература
- Лютесценс — статья из Большой советской энциклопедии.